# Liste der Baudenkmäler in Waltenhofen

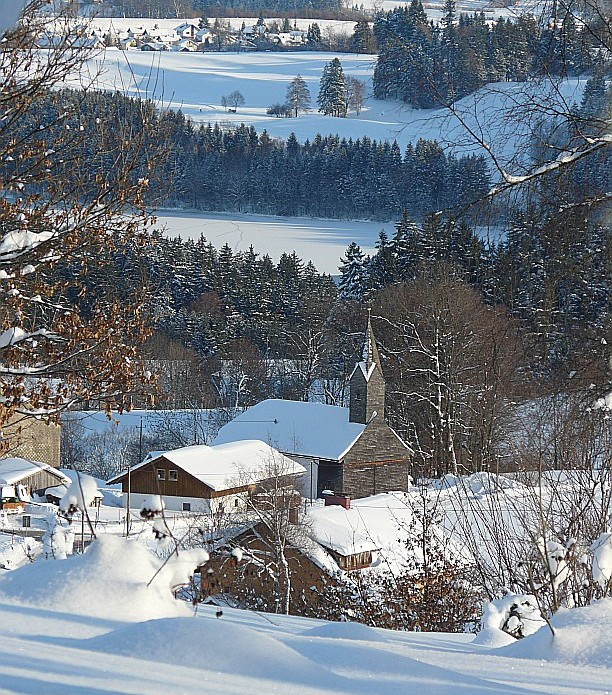
Kapelle St. Nikolaus und Magdalena in Linsen

Auf dieser Seite sind die Baudenkmäler in der schwäbischen Gemeinde Waltenhofen zusammengestellt. Diese Tabelle ist eine Teilliste der Liste der Baudenkmäler in Bayern. Grundlage ist die Bayerische Denkmalliste, die auf Basis des Bayerischen Denkmalschutzgesetzes vom 1. Oktober 1973 erstmals erstellt wurde und seither durch das Bayerische Landesamt für Denkmalpflege geführt wird. Die folgenden Angaben ersetzen nicht die rechtsverbindliche Auskunft der Denkmalschutzbehörde.

## Baudenkmäler nach Ortsteilen

### Waltenhofen
| Lage                    | Objekt                                           | Beschreibung | Akten-Nr.    | Bild           |
| ----------------------- | ------------------------------------------------ | --- | ------------ | -------------- |
| Kirchplatz 1 (Standort) | Katholische Pfarrkirche St. Martin und Alexander | Katholische Pfarrkirche St. Martin und Alexander, Saalbau mit eingezogenem Chor und nördlichem Turm mit Spitzhelm, 1765/70, Turm spätmittelalterlich, Turmobergeschoss 1901; mit Ausstattung. | D-7-80-143-1 | weitere Bilder |

### Bergen
| Lage                 | Objekt                            | Beschreibung                                                                  | Akten-Nr.    | Bild                              |
| -------------------- | --------------------------------- | ----------------------------------------------------------------------------- | ------------ | --------------------------------- |
| In Bergen (Standort) | Katholische Kapelle St. Sebastian | Rechteckbau mit leicht eingezogenem, halbrundem Schluss, 1838 mit Ausstattung | D-7-80-143-2 | Katholische Kapelle St. Sebastian |

### Einzenberg
| Lage                     | Objekt     | Beschreibung | Akten-Nr.    | Bild       |
| ------------------------ | ---------- | --- | ------------ | ---------- |
| Einzenberg 54 (Standort) | Bauernhaus | Bauernhaus, zweigeschossiger Mitterstallbau mit offenem Ständerbohlenteil, Flachsatteldach und Hakenschopf, an der Südostecke des Hauses Stumpf eines Wehrturms angeblich von 1646 aus Bruchsteinmauerwerk, wohl 1. Hälfte 18. Jahrhundert, Wirtschaftsteil verändert. | D-7-80-143-4 | Bauernhaus |

### Ettlis
| Lage                 | Objekt                    | Beschreibung                                                             | Akten-Nr.     | Bild                      |
| -------------------- | ------------------------- | ------------------------------------------------------------------------ | ------------- | ------------------------- |
| Ettlis (Standort)    | Katholische Marienkapelle | Katholische Marienkapelle, verschindelter Blockbau, 1669 mit Ausstattung | D-7-80-143-5  | Katholische Marienkapelle |
| Ettlis 61 (Standort) | Bauernhaus                | Zweigeschossiger Satteldachbau mit Hakenschopf, Anfang 19. Jahrhundert   | D-7-80-143-13 | Bauernhaus                |

### Gopprechts
| Lage                                 | Objekt                                      | Beschreibung | Akten-Nr.    | Bild                                        |
| ------------------------------------ | ------------------------------------------- | --- | ------------ | ------------------------------------------- |
| Gopprechts 15 (Standort)             | Katholische Kapelle St. Rochus und Wendelin | Saalbau mit leicht eingezogenem, dreiseitigem Schluss, Sakristei und Westturm, 1712, Turm und Sakristei um 1770/80 mit Ausstattung                      | D-7-80-143-6 | Katholische Kapelle St. Rochus und Wendelin |
| Gopprechts 20, 20 a, 20 b (Standort) | Bauernhaus                                  | Zweigeschossiger Mitterstallbau mit Satteldach, Hakenschopf, Blockbau-Erdgeschoss, Obergeschoss und Giebel Fachwerk, um 1720, Wirtschaftsteil verändert | D-7-80-143-8 | Bauernhaus                                  |

### Hegge
| Lage                              | Objekt                                      | Beschreibung | Akten-Nr.     | Bild           |
| --------------------------------- | ------------------------------------------- | --- | ------------- | -------------- |
| Georg-Haindl-Straße 14 (Standort) | Direktionsvilla der ehemaligen Papierfabrik | Zweigeschossiger Bau mit Mezzanin und Belvedere-Turm, von Julius Wahl, 1886                                     | D-7-80-143-49 | weitere Bilder |
| Georg-Haindl-Straße 15 (Standort) | Direktionsvilla der ehemaligen Papierfabrik | Zweigeschossiger Walmdachbau, 1872, 1901 durch Ambros Madlener um Verandaturm erweitert und äußerlich verändert | D-7-80-143-51 | weitere Bilder |
| Marienplatz 2 (Standort)          | Katholische Pfarrkirche St. Maria           | Saalbau mit eingezogenem Chor und nördlichem Satteldachturm, 1950 mit historischen Ausstattungsstücken          | D-7-80-143-9  | weitere Bilder |

### Helen
| Lage                | Objekt                           | Beschreibung | Akten-Nr.     | Bild                             |
| ------------------- | -------------------------------- | --- | ------------- | -------------------------------- |
| In Helen (Standort) | Katholische Kapelle St. Johannes | Katholische Kapelle St. Johannes, Walmdachbau mit leicht eingezogenem, dreiseitigem Schluss, westlichem Anbau und Dachreiter, wohl Ende 18. Jahrhundert; mit Ausstattung. | D-7-80-143-10 | Katholische Kapelle St. Johannes |

### Hof
| Lage             | Objekt     | Beschreibung | Akten-Nr.     | Bild       |
| ---------------- | ---------- | --- | ------------- | ---------- |
| Hof 4 (Standort) | Bauernhaus | Bauernhaus, zweigeschossiger, verputzter bzw. verbretterter Blockbau mit Flachsatteldach, im Kern 18. Jahrhundert | D-7-80-143-11 | Bauernhaus |

### Hupprechts
| Lage                  | Objekt                                       | Beschreibung                                                                              | Akten-Nr.     | Bild                                         |
| --------------------- | -------------------------------------------- | ----------------------------------------------------------------------------------------- | ------------- | -------------------------------------------- |
| Hupprechts (Standort) | Katholische Kapelle St. Rochus und Sebastian | Rechteckbau mit eingezogenem Schluss, 19. Jahrhundert, über älterem Kern mit Ausstattung. | D-7-80-143-12 | Katholische Kapelle St. Rochus und Sebastian |

### Langenegg
| Lage                   | Objekt                      | Beschreibung | Akten-Nr.     | Bild           |
| ---------------------- | --------------------------- | --- | ------------- | -------------- |
| Langenegg (Standort)   | Burgruine Langenegg         | Reste des Wohnturms, teilweise bis zum zweiten Obergeschoss, Nagelfluh und Sandstein, wohl Mitte 13. Jahrhundert auf einem Bergrücken in der Illerschleife | D-7-80-143-16 | weitere Bilder |
| Langenegg 1 (Standort) | Wappentafel                 | bezeichnet mit „1447“ | D-7-80-143-14 | BW             |
| Langenegg 3 (Standort) | Wohnteil eines Bauernhauses | Zweigeschossiger, teilweise verschindelter Satteldachbau mit zum Teil Fachwerk, bezeichnet mit „1799“                                                      | D-7-80-143-15 | BW             |

### Lanzen
| Lage                             | Objekt                                 | Beschreibung | Akten-Nr.     | Bild                                   |
| -------------------------------- | -------------------------------------- | --- | ------------- | -------------------------------------- |
| Buchenberger Straße 8 (Standort) | Wohnteil eines ehemaligen Bauernhauses | Wohnteil eines ehemaligen Bauernhauses, zweigeschossiger Flachsatteldachbau, Erdgeschoss verschindelter Blockbau, Obergeschoss ornamentiertes Fachwerk, Mitte 18. Jahrhundert | D-7-80-143-17 | Wohnteil eines ehemaligen Bauernhauses |

### Leutenhofen
| Lage                                            | Objekt                             | Beschreibung | Akten-Nr.     | Bild                               |
| ----------------------------------------------- | ---------------------------------- | --- | ------------- | ---------------------------------- |
| Leutenhofen 3 (Standort)                        | Katholische Dreifaltigkeitskapelle | Rechteckbau mit dreiseitigem Schluss und Dachreiter, 18./19. Jahrhundert mit Ausstattung                                                                                          | D-7-80-143-19 | Katholische Dreifaltigkeitskapelle |
| Leutenhofen 13 (Standort)                       | Bauernhaus                         | Zweigeschossiger, verputzter Block- und Ständerbau mit Hakenschopf, abgeschlepptem Flachsatteldach, schrägen Stichbalken und profilierten Bügen am Giebel, spätes 18. Jahrhundert | D-7-80-143-47 | Bauernhaus                         |
| Leutenhofen 24 (nördlich des Hauses) (Standort) | Wegkapelle                         | verputzter Holzbau, Mitte 19. Jh.; mit Ausstattung | D-7-80-143-3  | Wegkapelle                         |

### Linsen
| Lage                 | Objekt                                         | Beschreibung | Akten-Nr.     | Bild                        |
| -------------------- | ---------------------------------------------- | --- | ------------- | --------------------------- |
| In Linsen (Standort) | Katholische Kapelle St. Nikolaus und Magdalena | Saalbau mit eingezogenem Schluss und Dachreiter mit Spitzhelm, 14. Jahrhundert, Sakristei 17. Jahrhundert mit Ausstattung          | D-7-80-143-22 | weitere Bilder              |
| Linsen 1 (Standort)  | Wohnteil eines Bauernhauses                    | Zweigeschossiger, verschindelter Blockbau mit Satteldach und Kruzifix des 16./17. Jahrhundert am Giebel, 2. Hälfte 18. Jahrhundert | D-7-80-143-23 | Wohnteil eines Bauernhauses |
| Linsen 3 (Standort)  | Wohnteil eines Einzelhofes                     | Zweigeschossiges Bauernhaus mit Fachwerk-Obergeschoss, 2. Hälfte 18. Jahrhundert, Dach später                                      | D-7-80-143-24 | Wohnteil eines Einzelhofes  |

### Mähris
| Lage                  | Objekt  | Beschreibung | Akten-Nr.     | Bild    |
| --------------------- | ------- | --- | ------------- | ------- |
| Mähris 3 a (Standort) | Kapelle | Kapelle, Rechteckbau in Holzbauweise mit dreiseitigem Schluss und Dachreiter, 1948; mit historischen Ausstattungsstücken. | D-7-80-143-25 | Kapelle |

### Martinszell im Allgäu
| Lage                        | Objekt                             | Beschreibung | Akten-Nr.     | Bild           |
| --------------------------- | ---------------------------------- | --- | ------------- | -------------- |
| Illerstraße 17 (Standort)   | Pfarrhaus                          | zweigeschossiger Bau mit Mansardwalmdach, 1767. | D-7-80-143-27 | Pfarrhaus      |
| Illerstraße 17 a (Standort) | Katholische Pfarrkirche St. Martin | Saalbau mit eingezogenem Chor, südlichem Kapellenanbau und westlichem Turm mit Spitzhelm, Kapelle um 1444/45, Kirche wohl spätes 15. Jahrhundert, Umgestaltung um 1770/80; mit Ausstattung. | D-7-80-143-26 | weitere Bilder |

### Memhölz
| Lage                  | Objekt                              | Beschreibung | Akten-Nr.     | Bild           |
| --------------------- | ----------------------------------- | --- | ------------- | -------------- |
| Memhölz 27 (Standort) | Katholische Pfarrkirche St. Andreas | Katholische Pfarrkirche St. Andreas, Saalbau mit nördlichem Satteldachturm, um 1470/75, Erweiterung um 1750, Umgestaltung 1777/78; mit Ausstattung. | D-7-80-143-28 | weitere Bilder |

### Niedersonthofen
| Lage                               | Objekt                                          | Beschreibung | Akten-Nr.     | Bild                  |
| ---------------------------------- | ----------------------------------------------- | --- | ------------- | --------------------- |
| Burgstraße 10 (Standort)           | Wohnhaus                                        | Wohnhaus, zweigeschossiger Bau mit Schleppdach, in der Nordwestecke Reste eines Turmes einer ehemaligen Wasserburg integriert, Bruchsteinmauerwerk, Turm im Kern 2. Hälfte 12. Jahrhundert, um 1700 erneuert, Anfang 19. Jahrhundert Umbau zum Wohnhaus. | D-7-80-143-30 | weitere Bilder        |
| Kalvarienberg 9 (Standort)         | Ehemaliges Bauernhaus                           | Ehemaliges Bauernhaus, zweigeschossiger Flachsatteldachbau, Wohnteil Blockbau mit Zierfachwerk-Obergeschoss und doppeltem Zahnfries, Wirtschaftsteil verändert, 1. Hälfte 18. Jahrhundert | D-7-80-143-31 | Ehemaliges Bauernhaus |
| Mühlenbergstraße 71, 73 (Standort) | Ehemalige Bockmühle                             | Ehemalige Bockmühle, später Gasthaus zum Engel, jetzt Wohnhaus, zweigeschossiger, gestrickter Blockbau mit Flachsatteldach, Anfang 18. Jahrhundert | D-7-80-143-33 | Ehemalige Bockmühle   |
| Sonnenstraße 5 (Standort)          | Katholische Pfarrkirche St. Alexander und Georg | Katholische Pfarrkirche St. Alexander und Georg, Saalbau mit leicht eingezogenem Chor und nördlichem Turm mit geschwungenem Spitzhelm, um 1515, Vorzeichen 18. Jahrhundert, Turmobergeschosse von Johann Georg Specht 1767/68, Erneuerung der nördlichen Langhausmauer durch Franz Xaver Ohmayer 1819; mit Ausstattung; Friedhofsmauer, südliche und westliche Teile in Bruch- und Rollstein, 16. Jahrhundert | D-7-80-143-29 | weitere Bilder        |

### Oberdorf bei Immenstadt
| Lage                   | Objekt                            | Beschreibung                                                                          | Akten-Nr.     | Bild           |
| ---------------------- | --------------------------------- | ------------------------------------------------------------------------------------- | ------------- | -------------- |
| In Oberdorf (Standort) | Katholische Kapelle St. Sebastian | Rechteckbau mit leicht eingezogenem, dreiseitigem Schluss, um 1750/60 mit Ausstattung | D-7-80-143-35 | weitere Bilder |

### Oberegg
| Lage                  | Objekt                         | Beschreibung                                                                         | Akten-Nr.     | Bild                           |
| --------------------- | ------------------------------ | ------------------------------------------------------------------------------------ | ------------- | ------------------------------ |
| Oberegg 70 (Standort) | Katholische Kapelle St. Magnus | Rechteckbau mit Dachreiter, 2. Hälfte 17. Jahrhundert mit Ausstattung beim Einzelhof | D-7-80-143-36 | Katholische Kapelle St. Magnus |

### Rauns
| Lage                         | Objekt                                         | Beschreibung | Akten-Nr.     | Bild           |
| ---------------------------- | ---------------------------------------------- | --- | ------------- | -------------- |
| Illertalstraße 53 (Standort) | Katholische Filialkirche St. Cosmas und Damian | Saalbau mit eingezogenem Chor, nördlichem Satteldachturm und Vorzeichen, um 1500, Turm 13. Jahrhundert mit Ausstattung | D-7-80-143-37 | weitere Bilder |

### Rieggis
| Lage                  | Objekt                                 | Beschreibung | Akten-Nr.     | Bild                                   |
| --------------------- | -------------------------------------- | --- | ------------- | -------------------------------------- |
| In Rieggis (Standort) | Katholische Kapelle St. Ignatius       | Langhaus verschindelter Blockbau mit Dachreiter und massivem Chor, Langhaus 1717, Chor 1853 mit Ausstattung        | D-7-80-143-38 | Katholische Kapelle St. Ignatius       |
| Rieggis 3 (Standort)  | Wohnteil eines ehemaligen Bauernhauses | Zweigeschossiger, verschindelter Blockbau mit Flachsatteldach auf Bruchstein-Untergeschoss, Anfang 19. Jahrhundert | D-7-80-143-39 | Wohnteil eines ehemaligen Bauernhauses |

### Rohr
| Lage              | Objekt              | Beschreibung                                                                  | Akten-Nr.     | Bild                |
| ----------------- | ------------------- | ----------------------------------------------------------------------------- | ------------- | ------------------- |
| Rohr 3 (Standort) | Ehemalige Rohrmühle | Zweigeschossiger Satteldachbau mit verputztem Fachwerkgiebel, 18. Jahrhundert | D-7-80-143-40 | Ehemalige Rohrmühle |

### Stoffels
| Lage                   | Objekt    | Beschreibung                                                                            | Akten-Nr.     | Bild      |
| ---------------------- | --------- | --------------------------------------------------------------------------------------- | ------------- | --------- |
| Stoffels 10 (Standort) | Kleinhaus | Kleinhaus, erdgeschossiger Bau mit Mansardgiebeldach und Fachwerk, Ende 18. Jahrhundert | D-7-80-143-41 | Kleinhaus |

### Wollmuths
| Lage                        | Objekt                | Beschreibung | Akten-Nr.     | Bild                  |
| --------------------------- | --------------------- | --- | ------------- | --------------------- |
| Wollmuths 49 3/4 (Standort) | Ehemaliges Bauernhaus | Ehemaliges Bauernhaus, zweigeschossiger, zum Teil verputzter Blockbau mit Flachsatteldach, Gänter und Hakenschopf, Fachwerk im Giebel und seltene Halbfenster, bezeichnet 1767. | D-7-80-143-44 | Ehemaliges Bauernhaus |

### Zellen
| Lage                     | Objekt                                      | Beschreibung | Akten-Nr.     | Bild                                        |
| ------------------------ | ------------------------------------------- | --- | ------------- | ------------------------------------------- |
| Zellen 36 1/4 (Standort) | Katholische Kapelle St. Johannes der Täufer | Katholische Kapelle St. Johannes d. T., Rechteckbau mit dreiseitigem Schluss, nach 1806; mit Ausstattung; bei Haus Nummer 35. | D-7-80-143-45 | Katholische Kapelle St. Johannes der Täufer |

## Ehemalige Baudenkmäler
In diesem Abschnitt sind Objekte aufgeführt, die früher einmal in der Denkmalliste eingetragen waren, jetzt aber nicht mehr. Objekte, die in anderem Zusammenhang – also z. B. als Teil eines Baudenkmals – weiter eingetragen sind, sollen hier nicht aufgeführt werden. Aktennummern in diesem Abschnitt sind ehemalige, jetzt nicht mehr gültige Aktennummern.

| Lage                                                                      | Objekt     | Beschreibung          | Akten-Nr.     | Bild |
| ------------------------------------------------------------------------- | ---------- | --------------------- | ------------- | ---- |
| Leutenhofen zwischen alter Haus-Nr. 125 und alter Haus-Nr. 194 (Standort) | Grenzstein | Bezeichnet mit „1695“ | D-7-80-143-21 | BW   |

## Abgegangene Baudenkmäler
In diesem Abschnitt sind Objekte aufgeführt, die früher einmal in der Denkmalliste eingetragen waren, jetzt aber nicht mehr existieren, z. B. weil sie abgebrochen wurden. Aktennummern in diesem Abschnitt sind ehemalige, jetzt nicht mehr gültige Aktennummern.

| Lage                                         | Objekt                                      | Beschreibung | Akten-Nr.     | Bild                                        |
| -------------------------------------------- | ------------------------------------------- | --- | ------------- | ------------------------------------------- |
| Hegge Alfons-Steinhauser-Straße 3 (Standort) | Beamtenwohnhaus der ehemaligen Papierfabrik | 2½-geschossiger Dreiflügelbau, von Julius Wahl, 1890 Wurde im Zuge der Erstellung des Baugebietes 'am Illerbogen' baufällig und im Oktober 2017 abgebrochen                                        | D-7-80-143-50 | Beamtenwohnhaus der ehemaligen Papierfabrik |
| Hegge Georg-Haindl-Straße 6 (Standort)       | Maschinenhaus der ehemaligen Papierfabrik   | ab 1930 Bürogebäude, Bruchsteinflügel mit stichbogigen Öffnungen und flachem Satteldach, von Julius Wahl, 1889                                                                                     | D-7-80-143-48 | BW                                          |
| Leuten Leuten 2 (Standort)                   | Wohnteil eines Bauernhaus                   | Verputzter Ständerbau mit Satteldach, Giebelfachwerk und hofseitigem Dachvorsprung auf geschnitzten Bügen, um 1740/50, Dachtragwerk 2. Hälfte 19. Jahrhundert Hausruine wurde ca. 2019 abgebrochen | D-7-80-143-46 | Wohnteil eines Bauernhaus                   |